# Неупокоев, Владимир Александрович
Владимир Александрович Неупоко́ев (1907—1968) — сержант Рабоче-крестьянской Красной Армии, участник Великой Отечественной войны, Герой Советского Союза (1943).

## Биография
Владимир Неупокоев родился 22 июля 1907 года в деревне Неупокоевой Самохваловской волости Тарского уезда Тобольской губернии. После окончания семи классов школы работал в сельском хозяйстве, с 1929 года руководил колхозом. В 1930—1933 годах проходил службу в Рабоче-крестьянской Красной Армии. В 1942 году Неупокоев повторно был призван в армию. С того же года — на фронтах Великой Отечественной войны.
К сентябрю 1943 года гвардии сержант Владимир Неупокоев командовал отделением станковых пулемётов 207-го гвардейского стрелкового полка 70-й гвардейской стрелковой дивизии 17-го гвардейского стрелкового корпуса 13-й армии Центрального фронта. Отличился во время битвы за Днепр. 20 сентября 1943 года отделение Неупокоева успешно переправилось через Днепр, а 23 сентября 1943 года — через Припять, приняв активное участие в боях за захват и удержание плацдармов на их западных берегах.
Указом Президиума Верховного Совета СССР от 16 октября 1943 года за «успешное форсирование реки Днепр севернее Киева, прочное закрепление плацдарма на западном берегу р. Днепр и проявленные при этом отвагу и геройство» гвардии сержант Владимир Неупокоев был удостоен высокого звания Героя Советского Союза с вручением ордена Ленина и медали «Золотая Звезда».
В последующих боях получил тяжёлое ранение. В 1945 году Неупокоев был демобилизован. Проживал и работал сначала в Хабаровске, затем в Омске. Скончался 15 июня 1968 года, похоронен на Старо-Северном кладбище Омска.
Был также награждён рядом медалей.